# Eumenes eburneopictus
Eumenes eburneopictus är en stekelart som beskrevs av Giordani Soika. Eumenes eburneopictus ingår i släktet krukmakargetingar, och familjen Eumenidae. Inga underarter finns listade i Catalogue of Life.